# Run (canción de Amy Macdonald)
«Run» es el quinto sencillo del álbum debut de Amy Macdonald, This Is the Life. El sencillo fue lanzado en Reino Unido el 3 de marzo de 2008. La canción llegó al número 75 en Reino Unido por una semana.
Macdonald dijo en escenario en T in the Park 2008 que esta canción estaba inspirada por un concierto por The Killers en su ciudad natal Glasgow.

## Lista de canciones
2-Track 
1. "Run" 03:48
2. "Rock 'n' Roll Star (Versión acústica)" 02:22

Maxi (Alemania)
1. "Run" 03:48
2. "Youth Of Today (En vivo desde SWR3 New Pop Festival 2008)" 04:02
3. "Dancing in the Dark (En vivo desde SWR3 New Pop Festival 2008)" 03:27
4. "Run" (Videoclip)

## Vídeo musical
El vídeo musical para "Run" aparece Macdonald caminando a través de un bosque por la noche.

## Listas
El sencillo "Run", fue lanzado el 3 de marzo y saltó al top 75, a la semana siguiente fue descartado del top 75. Estuvo en el número 36 en Alemania.
| Listas                                   | Posiciones |
| ---------------------------------------- | ---------- |
| Belgium (Ultratip Flanders)              | 14         |
| Germany (Media Control AG)               | 36         |
| UK Singles (The Official Charts Company) | 75         |